# Julio González Montemurro
Pour les articles homonymes, voir Julio González (homonymie), González et Montemurro (homonymie).
Julio Cesar González Montemurro est un entraîneur uruguayen de football, qui a été sélectionneur du Honduras. Il a été en 1988 l'adjoint d'Óscar Tabárez, sélectionneur de l'Uruguay.